# Eurovision Young Dancers 1989
Der 3. Eurovision Young Dancers fand am 28. Juni 1989 im Palais des congrès de Paris, in Paris in Frankreich statt. Ausrichter war France 3, welches erstmals mit der Austragung eines Eurovision-Events beauftragt wurde.
Am Ende gewannen Agnès Letestu für Frankreich in der Kategorie Zeitgenössischer Tanz und Tetsuya Kumakawa für das Vereinigte Königreich in der Kategorie Ballett den Wettbewerb. Es war der jeweils erste Sieg für Frankreich und das Vereinigte Königreich im Wettbewerb.

## Austragungsort
Als Austragungsort wählte das France 3 den Palais des congrès de Paris in Paris aus. Zuvor war dies der Austragungsort vom Eurovision Song Contest 1978. Es war das erste Mal, dass Frankreich einen EYD austrug. Ebenfalls war es das erste Eurovision-Event, welches von France 3 organisiert und ausgerichtet wurde.

## Format
Auftreten konnten Tänzer zwischen 16 und 21 Jahren. Es konnten allerdings lediglich Solotänzer oder Paare antreten. Allerdings veränderte sich das Format im Gegensatz zu 1985 und 1987. Es gab ein Halbfinale, da die Teilnehmeranzahl ansonsten den zeitlichen Rahmen sprengen würde. Dort traten alle 17 Teilnehmer gegeneinander an, wovon sich allerdings lediglich zehn für das Finale qualifizierten. Es gab zwar weiterhin eine professionelle Jury, allerdings vergab diese nun Preise, anstatt Platz 1 bis 3 zu vergeben. Vorsitzender der Jury war der französische Tänzer Roland Petit. Die weiteren Jurymitglieder waren folgende:
- Frank Andersen
- Paolo Bortoluzzi
- Oscar Araiz
- Igor Eisner
- John Neumeier
- Jekaterina Sergejewna Maximowa
- Heinz Spoerli
- Vladimir Vasiliev

### Moderation
Als Moderatoren fungierten die französische Tänzerin Zizi Jeanmaire und der französische Moderator Alain Duault. Es war das erste Mal seit 1985, dass ein Duo wieder den Wettbewerb moderierte.

## Teilnehmer

Länder, die 1989 teilgenommen haben
Länder, die bereits im Halbfinale ausgeschieden sind

Insgesamt 17 Länder nahmen am dritten Eurovision Young Dancers teil, was einen neuen Teilnehmerrekord darstellte. Neben den 14 Ländern von 1985, gaben auch zwei Länder ihr Debüt 1989. Portugal und Zypern nahmen erstmals teil. Auch Belgien nahm 1989 wieder mit einem eigenen Künstler teil, nachdem das Land 1987 mit den Niederlanden zusammen angetreten war.

## Halbfinale
1989 fand erstmals ein Halbfinale statt, über dem allerdings wenig bekannt ist. Folgende Länder schieden bereits im Halbfinale aus:
| Land        | Teilnehmer     |
| ----------- | -------------- |
| Italien     | Danilo Mazzota |
| Jugoslawien | Dino Baksa     |
| Kanada      | Cherice Barton |
| Norwegen    | Hilde Olsen    |
| Österreich  | Jürgen Wagner  |
| Portugal    | Ana Lacerda    |
| Zypern      | Hélène O’Keefe |

## Finale
Zehn Länder traten jeweils gegeneinander an. Im Gegensatz zum Wettbewerb 1987 gibt es allerdings keine Informationen über die Tanztitel, Choreografen oder über Startpositionen. Lediglich vier Preise wurden vergeben.
| Preis                                           | Land                   | Teilnehmer                   |
| ----------------------------------------------- | ---------------------- | ---------------------------- |
| Preis für Zeitgenössischen Tanz                 | Frankreich (Gastgeber) | Agnès Letestu                |
| Preis für Ballett                               | Vereinigtes Königreich | Tetsuya Kumakawa             |
| Spezieller Jury-Preis für Ballett               | Schweiz                | Christina McDermott          |
| Spezieller Jury-Preis für Zeitgenössischen Tanz | Spanien                | María Giménez & Igor Yebra   |
| –                                               | Belgien                | Géraldine Boussart           |
| –                                               | Dänemark               | Rachel Hester & Martin Vedel |
| –                                               | Deutschland            | Patrick Becker               |
| –                                               | Finnland               | Petri Toivanen               |
| –                                               | Niederlande            | Gaby Baars & Léon Pronk      |
| –                                               | Schweden               | Marie Lindqvist              |

## Übertragung
Insgesamt 20 Fernsehanstalten übertrugen die Veranstaltung:
| Land                      | Sender              |
| Teilnehmende Länder       | Teilnehmende Länder |
| ------------------------- | ------------------- |
| Belgien                   | RTBF                |
| Dänemark                  | DR                  |
| Deutschland               | ZDF                 |
| Finnland                  | YLE                 |
| Frankreich                | France 3            |
| Italien                   | Rai 3               |
| Jugoslawien               | JRT                 |
| Kanada                    | CBC                 |
| Niederlande               | NOS                 |
| Norwegen                  | NRK                 |
| Österreich                | ORF                 |
| Portugal                  | RTP                 |
| Schweden                  | SVT                 |
| Schweiz                   | TSR                 |
| Spanien                   | RTVE                |
| Vereinigtes Königreich    | BBC2                |
| Zypern                    | CyBC                |
| Nicht teilnehmende Länder |                     |
| Bulgarien                 | BNT                 |
| Jordanien                 | JRTV                |